# Johanna Vancura
Johanna "Jo" Vancura, gift Wendler, född 20 juli 1915 i Wien i Österrike-Ungern, död där 26 september 1998, var en österrikisk friidrottare med löpgrenar som huvudgren. Vancura var världsrekordhållare i stafettlöpning och blev medaljör vid damolympiaden 1934 och var en pionjär inom damidrott.

## Biografi
Johanna Vancura föddes 1915 i Österrike. I ungdomstiden blev hon intresserad av friidrott och gick med i idrottsföreningen "Wiener Athletiksport Club" (WAC) i Wien.
Hon tävlade främst i kortdistanslöpning, och stafettlöpning. Hon tävlade även i flera landskamper i det österrikiska damlandslaget i friidrott.
1934 deltog hon vid den fjärde damolympiaden på White City Stadium i London den 9-11 augusti. Under idrottsspelen vann hon bronsmedalj i stafettlöpning 4 x 100 meter (med Veronika Kohlbach, Johanna Vancura, Else Spennader och Gerda Gottlieb).
1936 deltog hon vid olympiska sommarspelen i Berlin, under spelen tävlade hon i löpning 100 meter och stafettlöpning 4 x 100 meter (med Charlotte Machmer, Grete Neumann, Vancura och Veronika Kohlbach) men blev utslagen under kvaltävlingarna.
Under sin aktiva karriär satte Vancura flera världsrekord i olika stafettlöpningsgrenar. 1935 satte hon den 8 september världsrekord i stafett 4 x 75 meter (klubblag) med Gerda Gottlieb, Wanda Novak, Veronika Kohlbach och Johanna Vancura vid tävlingar i Wien. Den 6 oktober samma år satte hon sedan även världsrekord i svensk stafett (då 200 m + 100 m + 80 m + 60 m) (med samma besättning) också i Wien.
Vancura blev flerfaldig österrikisk mästare (Österreichische. Staatsmeisterschaften) i löpning 100 meter (1936, 1937 och 1938), löpning 200 meter (1934, 1936, 1937 och 1938), stafett 4 x 100 m (1933, 1934, 1935 och 1936) och svensk stafett (Schwell-Staffel, 1934, 1935 och 1936). Flera av Vancuras resultat var också nationsrekord.
Senare drog Vancura sig tillbaka från tävlingslivet. 